# Thomas McGuire
Thomas Buchanan McGuire (1. srpna 1920, Ridgewood, New Jersey, USA – 7. ledna 1945, Negros, Filipíny) byl americký pilot a druhé nejúspěšnější letecké eso amerického letectva, který si průběhu druhé světové války nárokoval sestřelení 38 japonských letadel. Za své úspěchy byl posmrtně oceněn nejvyšším americkým vyznamenáním Medailí cti.
Na jeho počest byla letecká základna Fort Dix v okrese Burlington, New Jersey, přejmenována v roce 1948 na McGuirovu leteckou základnu.

## Kariéra

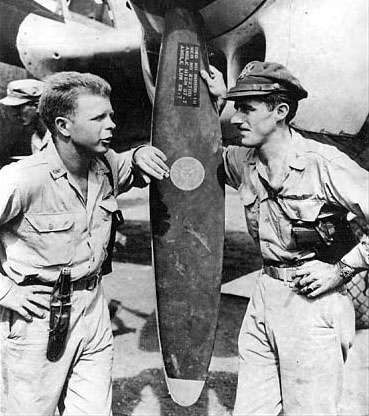
Major Richard Bong a major Thomas McGuire 15. listopadu 1944 na Filipínách

Válečnou kariéru zahájil McGuire hlídkovou službou na Aleutách na stroji Bell P-39 Airacobra v rámci 54. stíhací skupiny. V únoru 1943 nastoupil na přeškolení na stroj Lockheed P-38 Lightning a v březnu 1943 byl odeslán do jižního Pacifiku jako pilot 49. stíhací skupiny 5. letecké armády.
O pět měsíců později vznikla 475. stíhací skupina a McGuire byl přidělen do její 431. stíhací perutě. Dne 18. srpna 1943 letěl jako součást vrchního krytí bombardérů útočících na Wewak na Nové Guineji. Blízko cíle byli Američané napadeni japonskými stíhači. Během boje McGuire sestřelil dvě Nakadžimy Ki-43 „Oscar“ a jeden Kawasaki Ki-61 „Tony“. Již 21. srpna na stejném místě sestřelil další dvě Ki-43. Po roce služby bez setkání s nepřítelem se stal esem během čtyř dnů.
Ve dnech 25 a 26. prosince 1944 sestřelil nejméně 7 japonských letadel nad filipínským Luzonem a s 38 sestřely na kontě se dostal jen o dva sestřely za Richarda Bonga, nejlepšího amerického stíhače všech dob.
Osudným se mu však stal souboj 7. ledna 1945, kdy se jeho čtyřčlenný roj dostal do souboje se zkušeným japonským pilotem, praporčíkem Akirou Sugimotou. Ten se zavěsil za McGuireho v malé výšce (90 m)[zdroj⁠?!] a při pokusu o utaženou zatáčku ztratil McGuirův P-38 rychlost a spadl. McGuire pád nepřežil, jeho tělo však ukryli Filipínci a po válce, v roce 1947, byly jeho ostatky převezeny do USA a pochovány s vojenskými poctami na Arlingtonském národním hřbitově.

## Vyznamenání
- Medaile cti[2]
- Kříž za vynikající službu
- Stříbrná hvězda se dvěma bronzovými listy
- Záslužný letecký kříž se stříbrným bronzovým listem
- Purpurové srdce se dvěma bronzovými listy
- Letecká medaile se dvěma stříbrnými a dvěma bronzovými listy
- Letecká medaile s bronzovým listem
- Medaile za službu v amerických obranných silách
- Medaile za americké tažení
- Medaile za asijsko-pacifické tažení se stříbrnou a dvěma bronzovými hvězdami
- Medaile Vítězství ve druhé světové válce
- Filipínská medaile za osvobození – Filipíny